# Altocumulus floccus
L'altocumulus floccus (in italiano altocumulo a fiocchi, abbreviazione Ac flo), è una distesa di globuli nuvolosi (da cui il nome di fiocchi, flocculi), di solito a struttura regolare. 
Gli altocumulus sono formazioni nuvolose costituite da piccole gocce di acqua di diametro uniforme che usualmente preannunciano precipitazioni a carattere di rovescio (come Cb e TCu). 
Talvolta originano dalla dissipazione degli altocumulus castellanus.
Lo spessore del manto nuvoloso è spesso quasi completamente uniforme mentre la forma delle nubi è costituita da fiocchi dalla forma arrotondata con scarse protuberanze. Lo stesso strato nuvoloso è caratterizzato da notevoli turbolenze che tendono a far assumere alle nubi la caratteristica forma arrotondata, simile ai cumuli, ma più piccoli e senza una base netta. Proprio a causa delle turbolenze che caratterizzano lo strato nuvoloso i fiocchi possono apparire lacerati o, più raramente,  profondamente separati gli uni dagli altri.
I fiocchi possono presentare un'orlatura di colore chiaro mentre, dirigendosi verso il centro, il colore tende a virare verso il grigio.